# Antonis Antoniadis

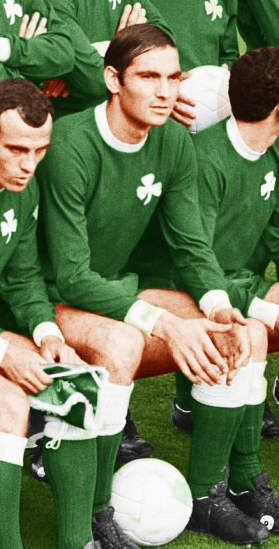
Imagem de Antonis Antoniades.

Antonis Antoniadis (Moscou, 27 de janeiro de 1945) é um ex-futebolista profissional grego, atacante, foi artilheiro da Europa, em 1971, e cinco vezes artilheiro do Campeonato Grego.

## Carreira
- 1961-1963: Aspida Xanthi
- 1963-1978: Panathinaikos
- 1978-1979: Olympiacos
- 1979-1980: Atromitos